# Thule Group
Pour les articles homonymes, voir Thulé.
Thule Group (prononcer "touli") est une entreprise suédoise.
La société produit des accessoires pour l'automobile (barres de toit, coffres de toit, porte-vélo…), des sacs…

## Marques
- Thule
- Case Logic
- UWS
- TracRac
- SportRack
- SportWorks